# Juni 1983
Portal Geschichte | Portal Biografien | Aktuelle Ereignisse | Jahreskalender | Tagesartikel

◄ |
19. Jahrhundert |
20. Jahrhundert
| 21. Jahrhundert

◄ |
1950er |
1960er |
1970er |
1980er
| 1990er | 2000er | 2010er | ►

◄ |
1979 |
1980 |
1981 |
1982 |
1983
| 1984 | 1985 | 1986 | 1987 | ►

◄ |
März 1983 |
April 1983 |
Mai 1983 |
Juni 1983 |
Juli 1983 |
August 1983 |
September 1983 |
►
Dieser Artikel behandelt aktuelle Nachrichten und Ereignisse im Juni 1983.

## Tagesgeschehen

### Samstag, 4. Juni 1983
- Berlin/Deutschland: Im Finale des Fußballvereinspokals der DDR der Männer besiegt der 1. FC Magdeburg den FC Karl-Marx-Stadt mit 4:0.[1]
- Gelsenkirchen/Deutschland: In der Fußball-Bundesliga-Saison 1982/83 wird der Titelverteidiger Hamburger SV durch einen 2:1-Sieg beim FC Schalke 04 erneut Deutscher Meister.[2]
- Nantes/Frankreich: Italien gewinnt im Finale der Basketball-EM 105:96 gegen Spanien und feiert seinen ersten Europameistertitel.[3]

### Sonntag, 5. Juni 1983
- New York/Vereinigte Staaten: Bei der 37. Verleihung des Tony Awards werden Jessica Tandy und Harvey Fierstein jeweils für die beste Leistung in einer Hauptrolle in einem Theaterstück ausgezeichnet.[4]
- Udine/Italien: Der Italiener Giuseppe Saronni gewinnt die 66. Ausgabe des Rad-Etappenrennens Giro d’Italia. Es ist sein zweiter Gesamtsieg bei dieser Veranstaltung und der 50. eines Italieners.[5]

### Dienstag, 7. Juni 1983
- New York/Vereinigte Staaten: Denos Vourderis kauft vom Sohn des ersten Besitzers die Überreste des Riesenrads „Wonder Wheel“ (deutsch „Wunderrad“) auf Coney Island. Er möchte die 1920 erbaute Konstruktion instand setzen und zum Zentrum eines neuen Vergnügungsparks machen. Das einst größte Freizeitgelände der Welt umfasst derzeit nur eine kleine Ansammlung von Fahrgeschäften sowie Ruinen.[6]

### Mittwoch, 8. Juni 1983
- Hannover/Deutschland: Der 20. Deutsche Evangelische Kirchentag beginnt. Er steht unter dem Motto: „Umkehr zum Leben“. Als Bekenntnis zum Frieden in der Welt sollen die Teilnehmer Kleidung in violett tragen.[7]

### Donnerstag, 9. Juni 1983

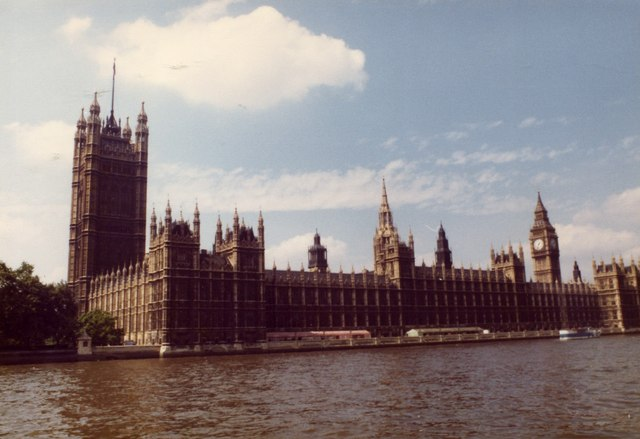
Das House of Commons tagt im Palace of Westminster

- Lissabon/Portugal: Die neue Regierungskoalition aus Sozialisten und Sozialdemokraten wird vereidigt. Neuer Premierminister ist Mário Soares von den Sozialisten. Er hatte das Amt bereits zwischen 1976 und 1978 inne.[8]
- London/Vereinigtes Königreich: Bei der Wahl zum Unterhaus („House of Commons“) verliert die regierende Konservative Partei (CP) der Premierministerin Margaret Thatcher 1,5 % Stimmenanteil im Vergleich zur letzten Wahl. Die Partei der Arbeit mit Oppositionsführer Michael Foot verliert 9,3 % und das Wahlbündnis SDP-Liberale Allianz gewinnt 11,6 % hinzu. Im Parlament besteht weiterhin eine Mehrheit der CP.[9]

### Samstag, 11. Juni 1983
- Indonesien, Papua-Neuguinea: Bei der totalen Sonnenfinsternis trifft der Kernschatten des Mondes zunächst auf die indonesische Insel Java und später auf Sulawesi, Muna, Buton, die Aru-Inseln und Neuguinea. An einer Stelle über der Javasee ist die Sonne mit 311 Sekunden am längsten vom Mond verdeckt.[10]
- Köln/Deutschland: Der 1. FC Köln gewinnt den DFB-Pokal der Männer durch ein 1:0 gegen den SC Fortuna Köln, der als erster Zweitligist seit dem VfL Bochum im Juni 1968 das Endspiel erreichte.[11]
- Zürich/Schweiz: Der Grasshopper Club Zürich wird Schweizer Fussballmeister 1983 durch einen 6:1-Heimsieg am letzten Spieltag gegen den FC Winterthur.[12]

### Dienstag, 14. Juni 1983
- Bern/Schweiz: Der Grasshopper Club Zürich gewinnt das Final-Wiederholungsspiel im Schweizer Cup der Fussballer mit 3:0 gegen den Servette FC Genève.[13]
- Wiesbaden/Deutschland: Die zahlenmäßig stärksten hessischen Parlamentsparteien CDU und SPD beantragen separat die Auflösung des Landtags, um Neuwahlen zu ermöglichen und die seit dem Einzug der Grünen entstandenen „Hessischen Verhältnisse“ zu beenden. Nach der Wahl 1982 fand sich in dem Land keine Regierungskoalition.[14]

### Montag, 20. Juni 1983
- Frankfurt am Main/Deutschland: Die Bundespost startet einen Feldversuch für vorbezahlte Telefonate via Telefonkarte aus Telefonzellen in der Frankfurter Innenstadt und auf dem Messegelände heraus. Die neue Technik soll die Marktreife des bargeldlosen Telefonierens nachweisen.[15]

### Samstag, 25. Juni 1983
- Berlin/Deutschland: Bei der Verleihung des Deutschen Filmpreises wird u. a. der Schauspieler Karl-Heinz Böhm mit dem Filmband in Gold für sein „langjähriges und hervorragendes“ Wirken im deutschen Film geehrt.[16][17]
- Eisenstadt/Österreich: Der FK Austria Wien wird durch einen 4:0-Sieg beim SC Eisenstadt Österreichischer Fußballmeister 1983.[18]

### Montag, 27. Juni 1983

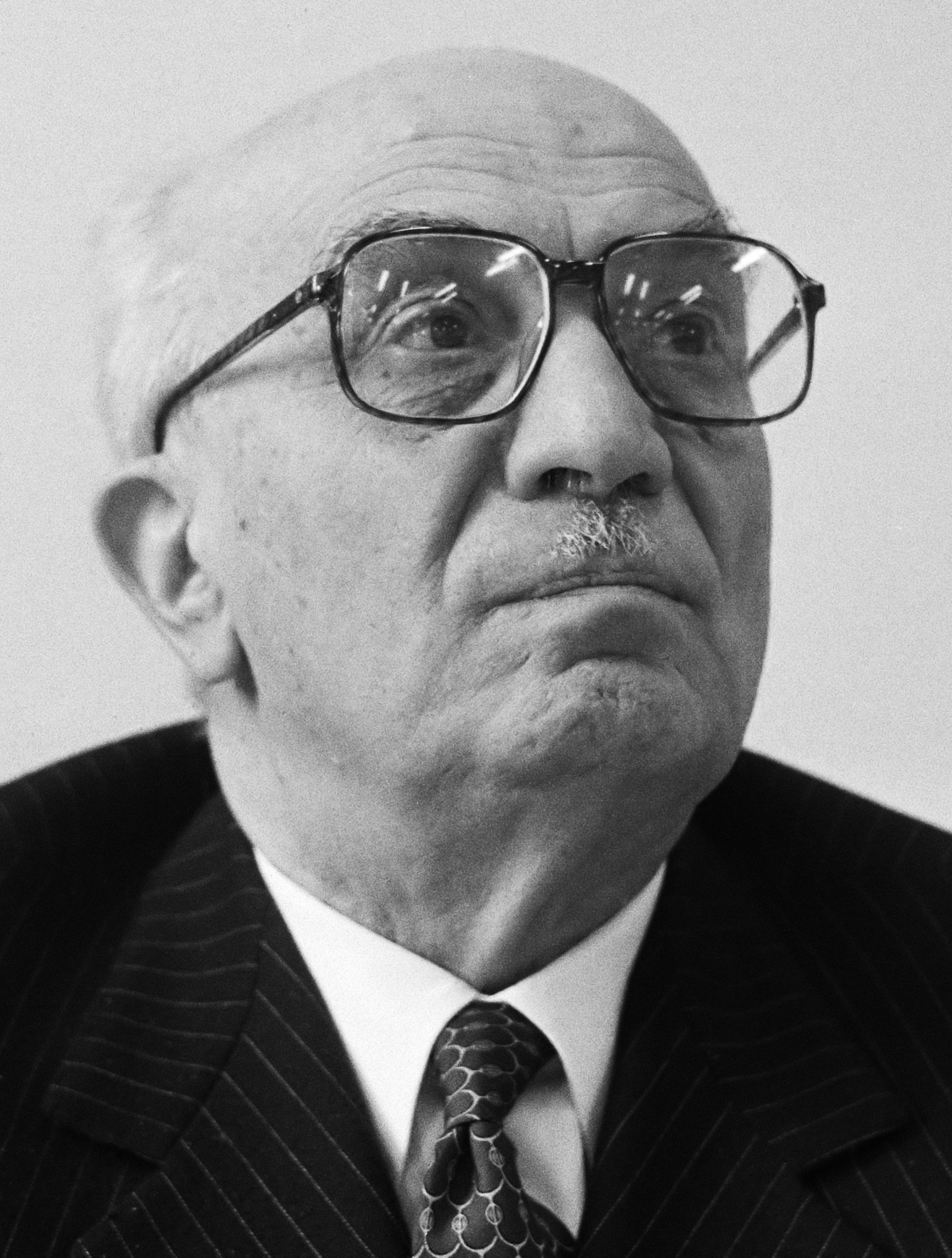
Amintore Fanfani

- Rom/Italien: Die Parlamentswahlen bringen Zugewinne für die Sozialistische Partei (PSI), die ihren Stimmenanteil auf 11,4 % erhöht. Damit liegt sie zwar in der Wählergunst sowohl hinter der Partei Christliche Demokratie des amtierenden Präsidenten des Ministerrats Amintore Fanfani als auch hinter den Kommunisten, doch einer Regierungsbildung durch den PSI-Politiker Bettino Craxi werden hohe Chancen eingeräumt. Seit der Amtsperiode von Ferruccio Parri im Jahr 1945 wäre es die erste sozialistische Regierung in Italien.[19]

## Weblinks

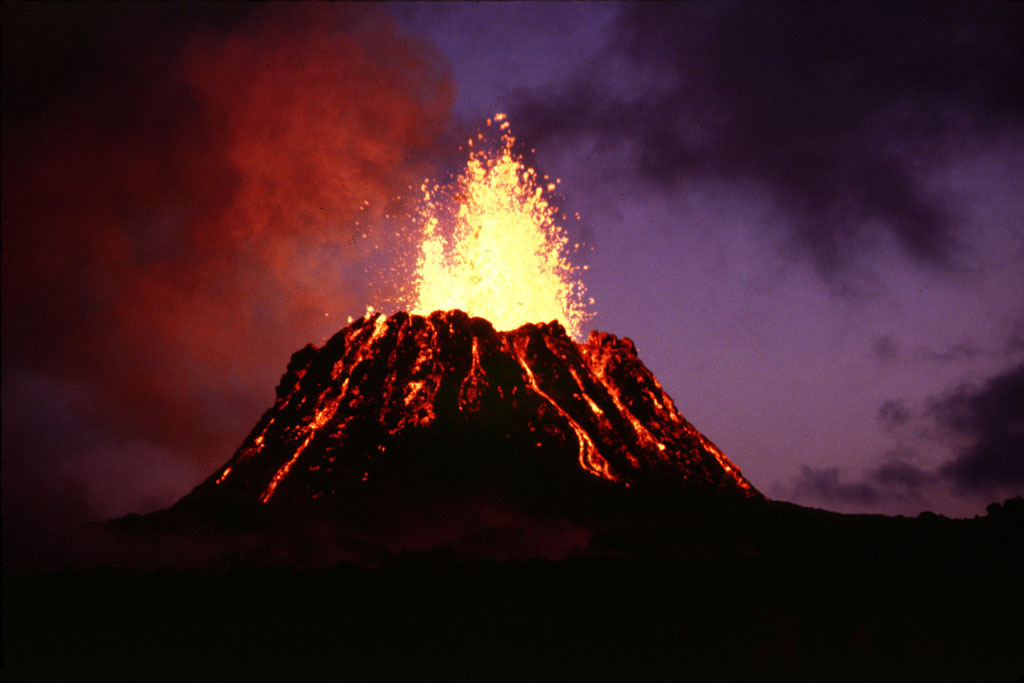
Hawaii im Juni 1983